# Carole Grandjean
Carole Grandjean (ur. 18 maja 1983 w Suresnes) – francuska polityk reprezentująca partię La République En Marche! W wyborach parlamentarnych w czerwcu 2017 została wybrana do francuskiego Zgromadzenia Narodowego, w którym reprezentuje departament Muerthe i Mozela. 
We francuskim parlamencie Grandjean jest członkiem Komisji Spraw Społecznych.